# 294600 Abedinabedin
294600 Abedinabedin è un asteroide della fascia principale. Scoperto nel 2008, presenta un'orbita caratterizzata da un semiasse maggiore pari a 3,0964009 UA e da un'eccentricità di 0,1930544, inclinata di 18,78013° rispetto all'eclittica.